# Melanodexia satanica
Melanodexia satanica är en tvåvingeart som beskrevs av Shannon 1926. Melanodexia satanica ingår i släktet Melanodexia och familjen spyflugor.
Artens utbredningsområde är Washington. Inga underarter finns listade i Catalogue of Life.